# Monuron
Monuron – bojowy środek trujący o działaniu fitotoksycznym. Jest ciałem stałym o temperaturze topnienia 170–171 °C.
W niewielkich dawkach przyśpiesza wzrost roślin. Dawki ok. 10 kg/ha niszczą uprawy warzyw i pastwiska, 20–30 kg/ha – całkowicie wyjaławiają glebę. 
Był stosowany przez Amerykanów podczas wojny wietnamskiej.